# Xanthomelanopsis trigonalis
Xanthomelanopsis trigonalis är en tvåvingeart som först beskrevs av Wulp 1892.  Xanthomelanopsis trigonalis ingår i släktet Xanthomelanopsis och familjen parasitflugor. Inga underarter finns listade i Catalogue of Life.